# Loma Alta, Juchique de Ferrer
Loma Alta är en ort i Mexiko.   Den ligger i kommunen Juchique de Ferrer och delstaten Veracruz, i den sydöstra delen av landet, 260 km öster om huvudstaden Mexico City. Loma Alta ligger 716 meter över havet och antalet invånare är 170.
Terrängen runt Loma Alta är kuperad åt nordost, men åt sydväst är den bergig. Runt Loma Alta är det ganska tätbefolkat, med 75 invånare per kvadratkilometer. Närmaste större samhälle är Plan de las Hayas, 5,3 km söder om Loma Alta. I omgivningarna runt Loma Alta växer i huvudsak städsegrön lövskog.